# Technische Universität Luleå

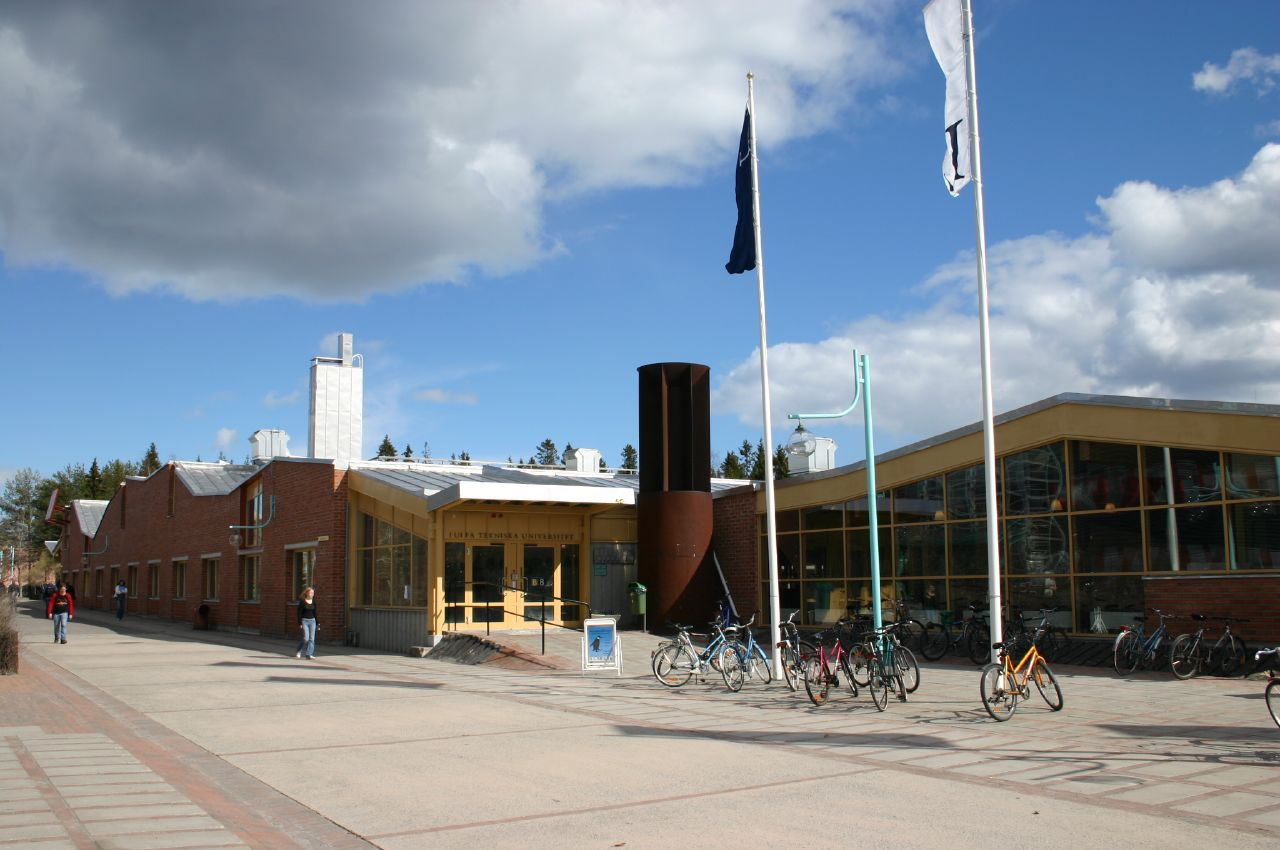
Technische Universität Luleå

Die Technische Universität Luleå, (schwed. Luleå tekniska universitet, kurz LTU) in Schweden, ist die nördlichste technische Universität Skandinaviens. Als solche ist sie Mitglied der Universität der Arktis.
Am 1. Juni 1971 wurde die Högskoleenheten i Luleå eingerichtet und hieß später Högskolan i Luleå, auch wenn der Name Luleå Tekniska Högskola oft benutzt wurde. Sie erhielt am 1. Januar 1997 den vollen Universitätsstatus.
Schwerpunkt ist Technik; sonstige Gebiete sind Pädagogik, Wirtschaft und andere allgemeinwissenschaftliche Ausbildung und Forschung. Die LTU wird als eine in der Welt führenden Universitäten in unter anderem Tribologie und Metallurgie angesehen.
Seit ihrer Gründung liegt die LTU auf der Halbinsel Porsön knapp nördlich von Luleå, hat jedoch auch Gebäude in Piteå, Skellefteå, Boden und Kiruna. Die Musikhochschule Piteå und die Theaterhochschule Luleå gehören zur LTU. Das Institut in Skellefteå teilt sich die Gebäude mit der Universität Umeå und der Betrieb in Kiruna mit dem schwedischen Institut für Raumphysik und der Umeå universitetet. Im Jahr 1999 wurde die Pflegehochschule Boden Teil der Universität, welche im Laufe des Jahres 2006 nach Luleå umgezogen ist.

## Geschichte
Die damalige Hochschuleinheit im Juli wurde am 1. Juli 1971 gegründet, der erste Mitarbeiter war der Projektleiter Rune Andersson. Am 1. September des Jahres begann die erste Ausbildung im Bereich Maschinenbau.
Während des Jahres 1972 zog ein großer Teil der Geologie der KTH nach Luleå, weil sich der schwedische Bergbau-Brennpunkt während des 20. Jahrhunderts von Bergslagen nach Skelleftefältet und Malmfälten verlagert hat. Die Bergbau-Ingenieurs-Ausbildung Geotechnologie begann im Herbst 1972. Die Professur in Bergbautechnik ist Schwedens älteste Professur, die 1819 in Falun eingerichtet wurde.
Bis zum Jahr 1982 wurden sechs Gebäudeblöcke auf der Porsön errichtet. Seitdem wurden nur noch kleinere Ausbauten vorgenommen.
Während der 1980er- und der 1990er-Jahre kamen eine ganze Reihe weiterer technischer und allgemeinwissenschaftlicher Studiengänge hinzu und die vorhandenen Lehrer- und Pflegehochschule in Luleå sowie Boden und die Theater- und Musikhochschule wurden der Hochschule angeschlossen.
Mit dem Jahreswechsel 1996 auf 1997 wurde die Hochschule Universität und änderte ihren Namen in Luleå Tekniska Universitetet.